# Associazione Calcio Virtus
Pour les articles homonymes, voir Virtus.
Maillots
Actualités
L'Associazione Calcio Virtus est un club de football saint-marinais fondé en 1964 et basé à Acquaviva.

## Histoire
L'AC Virtus, vainqueur de la Coupe de Saint-Marin 2022-2023, est exclue le 15 juin 2023 de toute compétition européenne pour la saison 2023-2024 à la suite d'une affaire de match truqués en 2017. La place est alors réattribuée au 3e du championnat saint-marinois.

## Bilan sportif

### Palmarès
- Championnat de Saint-Marin
  - Champion : 2024 et 2025

- Coupe de Saint-Marin
  - Vainqueur : 2023, 2025
  - Finaliste : 1997, 2011, 2024

- Supercoupe de Saint-Marin
  - Vainqueur : 1998, 2023 et 2024

### Bilan européen
Note : dans les résultats ci-dessous, le score du club est toujours donné en premier
| Saison    | Compétition         | Tour             | Club            | Domicile | Extérieur | Total  |
| --------- | ------------------- | ---------------- | --------------- | -------- | --------- | ------ |
| 2024-2025 | Ligue des champions | Premier tour Q   | FCSB            | 1 - 7    | 0 - 4     | 1 - 11 |
| 2024-2025 | Ligue Conférence    | Deuxième tour Q  | Flora Tallinn   | 0 - 0    | 2 - 5 ap  | 2 - 5  |
| 2025-2026 | Ligue des champions | Premier tour Q   | Zrinjski Mostar | 0 - 2    | 1 - 2     | 1 - 4  |
| 2025-2026 | Ligue Conférence    | Troisième tour Q | Milsami Orhei   | 3 - 0    | 2 - 3     | 5 - 3  |
| 2025-2026 | Ligue Conférence    | Barrages Q       | Breiðablik      | -        | -         | -      |

Légende
- Victoire ou qualification pour le tour suivant.
- Match nul.
- Défaite ou élimination de la compétition.

## Anciens joueurs
- Federico Crescentini